# 雙心多邊形

一個雙心五邊形，同時也屬於圓內接五邊形和圓外切五邊形

在幾何學中，雙心多邊形是指同時存在内切圆和外接圓的多邊形，換句話說即存在一個圓，能使該多邊形的每條邊與之相切；也存在另一個圓，能使該多邊形的頂點皆落在該圓上。
雙心多邊形是一個自身對偶多邊形，即其對偶多邊形為自己本身，且同時屬於圓內接多邊形和圓外切多邊形。所有三角形和任意邊數的正多邊形都是雙心多邊形。另一方面，具有邊長不相等的矩形不是雙心多邊形，因為沒有圓可以與所有四個邊相切。

## 雙心三角形
所有三角形都同時擁有内切圆和外切圓，因此所有三角形皆為雙心多邊形。
在任意三角形中，皆可以找到內切圆半徑r和外切圓半徑R，且它們存在下列等式：
{\displaystyle {\frac {1}{R-x}}+{\frac {1}{R+x}}={\frac {1}{r}}}
其中，x表示內切圆圓心和外切圓圓心的距離，即內心和外心的距離。這個等式可以視為歐拉三角形公式的其中一個版本。

## 雙心四邊形
在所有四邊形中，並非所有四邊形都可以同時擁有内切圆和外接圓，換句話說並非所有四邊形都是雙心多邊形，而同時擁有内切圆與外接圓的四邊形稱為雙心四邊形。
給定2個圓，其中一個圓位於另一個圓內時，假設大圓半徑為{\displaystyle R}、小圓半徑為{\displaystyle r}，若當中存在一個凸四邊形，滿足每條邊與小圓相切、且頂點皆位於大圓上時，則其滿足下列式子，反之亦然。
{\displaystyle {\frac {1}{(R-x)^{2}}}+{\frac {1}{(R+x)^{2}}}={\frac {1}{r^{2}}}}
其中，{\displaystyle x}為兩圓心之距離。則這個四邊形為雙心四邊形。這種性質稱為Fuss定理。

## 邊數超過4的雙心多邊形
令外接圓圓心為{\displaystyle R}、內切圓圓心為{\displaystyle r}、內心與外心距離為{\displaystyle x}、{\displaystyle n}為多邊形的邊數，更複雜的雙心多邊形通式為：
{\displaystyle n=5:\quad r(R-x)=(R+x){\sqrt {(R-r+x)(R-r-x)}}+(R+x){\sqrt {2R(R-r-x)}},}
{\displaystyle n=6:\quad 3(R^{2}-x^{2})^{4}=4r^{2}(R^{2}+x^{2})(R^{2}-x^{2})^{2}+16r^{4}x^{2}R^{2},}
{\displaystyle n=8:\quad 16p^{4}q^{4}(p^{2}-1)(q^{2}-1)=(p^{2}+q^{2}-p^{2}q^{2})^{4},}
其中{\displaystyle p={\frac {R+x}{r}}}、{\displaystyle q={\frac {R-x}{r}}}。

## 外部連結
- 埃里克·韦斯坦因. . MathWorld.